# Моквин (Березновская городская община)
Моквин (укр. Моквин, с 1962 по 1990 г. — Першотравневое) — село в Березновской городской общине Ровненского района Ровненской области Украины. Расположено на реке Случь, в 25 км от железнодорожной станции Моквин на линии Ровно-Сарны.
До 2020 года входило в Березновский район.
Население по оценке 2022 года составляло около 2400 человек. Почтовый индекс — 34634. Телефонный код — 3653. Код КОАТУУ — 5620487010.